# Cacicus chrysonotus
Cacicus chrysonotus (лат.) — вид птиц из рода чёрные кассики семейства трупиаловых.

## Подвиды
Выделяют три подвида:
- C. c. chrysonotus d'Orbigny & Lafresnaye, 1838 — представители данного подвида встречаются от южных районов Перу до центральных районов Боливии.
- C. c. leucoramphus (Bonaparte, 1845) — представители этого подвида встречаются от Эквадора до Венесуэлы, а также в Колумбии.
- C. c. peruvianus Zimmer, 1924 — представители данного подвида встречаются в Перу.

Ранее у этого вида подвидов не выделяли, а C. c. leucoramphus и C. c. peruvianus выделяли в отдельный вид Cacicus leucoramphus — горный чёрный кассик.

## Описание
Размер представителей вида Cacicus chrysonotus составляет 20 см.
Длина представителей C. c. leucoramphus и C. c. peruvianus колеблется от 25 до 28 см.
Клюв бледного цвета. Он заострён. На плечах представителей северной популяции данного вида имеется косая черта жёлтого цвета. Она отсутствует у представителей южной популяции. Гузка жёлтого цвета.

## Распространение и среда обитания
Обитают в северной Боливии и Перу. Представители данного вида встречаются с высоты 1800 м до высоты 3600 м.

## Продолжительность поколения
Продолжительность поколения представителей данного вида составляет 4,6 года.